# Georgeta Voinovan
Georgeta Voinovan (n. 2 iulie 1971, Chișinău, RSS Moldovenească, URSS) este o cantautoare din Republica Moldova.
A studiat la Colegiul de Muzică „Ștefan Neaga”, secția muzică și compoziție.
A debutat artistic la începutul anilor 1990, sub auspiciul lui Mihai Dolgan. În 1993 și 1995 a luat premiul II în cadrul Festivalului de muzică folk „Galbenă Gutuie”. În muzica ușoară s-a lansat în 1996, la Festivalul „Maluri de Prut”, unde de asemenea a luat locul II. Tot atunci a participat și la Festivalul televizat „Ochiul de Veghe”, plasându-se pe locul I.
A lansat două albume – Adio (1995) și Rămâi (2001). În calitate de compozitoare, poetă și interpretă, a contribuit la mai multe lansări de discuri și este autoarea unor șlagăre. A scris pentru Aura, Indiana, Victoria Lungu, Geta Burlacu, Irina Barbu, Anastasia Lazariuc și alți interpreți. A compus peste o sută de cântece pentru copii, ea însăși fiind mamă a două fete și patru băieți, iar către 2011 a început să compună și muzică creștină.
În august 2010, compozitoarea a suferit un grav accident rutier. Fiindu-i afectată coloana vertebrală, ea a stat imobilizată la pat timp de șase luni.